# Mami Wata
Pour les articles homonymes, voir Mami Wata (film) et Mami Watta (drag queen).
Mami Wata (ou Mamy Wata, Mami Watta ou Mama Wata) est une divinité aquatique du culte africain vodoun, dont le culte est répandu en Afrique de l'Ouest, du Centre et du Sud, dans la diaspora africaine, les Caraïbes, et dans certaines régions d'Amérique du Nord et du Sud.

## Attributs
Mami Wata est généralement décrite comme une femme extraordinaire, et très puissante.
Elle est dépeinte comme une femme d'une grande beauté, aux cheveux noirs, bouclés ou crépus qu'elle coiffe avec un peigne d'or. Elle a la peau noire, les yeux grands et brillants, ses vêtements sont à la dernière mode et ses bijoux aveuglants. Ces signes de richesse dénotent la nature dangereuse de Mami Wata.
Parfois elle est décrite sous les traits d'une sirène mi-femme mi-poisson ou mi-femme mi-serpent,.
Un grand serpent (symbole de la divination et de la divinité) l'accompagne souvent. Il s'enroule autour d'elle en posant sa tête entre ses seins.

### Eau
Selon les traditions des deux côtés de l'Atlantique, l'esprit enlève ses adeptes ou des gens au hasard alors qu'ils nagent ou qu'ils sont en bateau. Elle les emmène dans son royaume paradisiaque, qui peut être sous l'eau, dans le monde des esprits, ou les deux.
Si elle leur permet de partir, les voyageurs reviennent souvent dans des vêtements secs et avec une nouvelle intelligence spirituelle qui se reflète dans leur regard, souvent ils s'enrichissent, deviennent plus séduisants et plus faciles à vivre.

### Promiscuité sexuelle
Selon Bastian, l'association de Mami Wata à la promiscuité sexuelle et à la luxure est paradoxalement liée à la fidélité. Selon une tradition nigériane, un homme adepte du culte peut rencontrer Mami Wata sous la forme d'une belle prostituée. Après l'acte sexuel, elle lui apparaît et lui demande la fidélité et le secret. S'il accepte, la fortune et la santé lui sont accordées, sinon, la ruine s'abat sur sa famille, ses finances et son travail.
Van Stipriaan rapporte d'autres histoires dans lesquelles des voyageurs (souvent des hommes) la rencontrent sur la rivière. Mami Wata est immanquablement à sa toilette, se coiffant les cheveux en se regardant dans un miroir. Quand elle remarque l'intrus, elle s'enfuit dans l'eau en laissant ses affaires derrière elle, dont le voyageur s'empare. Plus tard elle lui apparaît en rêve et lui demande la restitution de ses affaires et qu'il lui soit sexuellement fidèle. S'il accepte, la fortune lui est accordée, sinon il a le mauvais œil.

## Culte

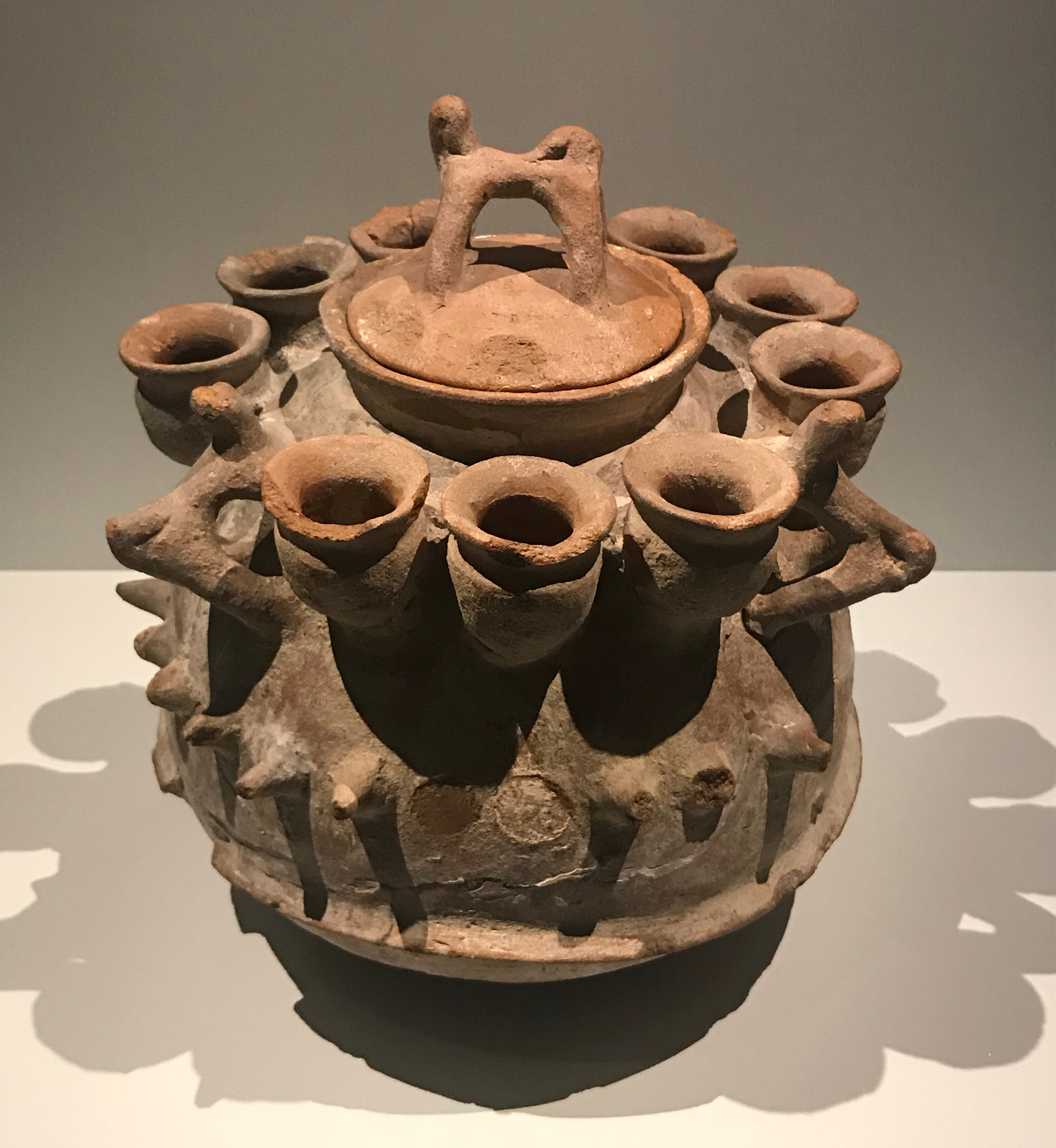
Marmite rituelle pour le culte de Mami Wata (Porto-Novo, Bénin).

Son culte varie selon ses initiés, prêtres et adorateurs, cependant des grandes lignes se dégagent. Des réunions peuvent avoir lieu, mais la déité est plus encline à des rapports individuels avec ses suiveurs. Elle a de nombreux prêtres et médiums en Afrique, en Amérique et aux Caraïbes, qui sont spécifiquement initiés.
Au Nigeria, ses adeptes portent des vêtements rouges et blancs, car ces couleurs représentent la nature double de Mami Wata : dans l'iconographie igbo, le rouge représente la mort, la destruction, la chaleur, la masculinité, la physicalité et le pouvoir alors que le blanc symbolise également la mort, mais aussi la beauté, la création, la féminité, le renouveau, la spiritualité, la translucidité, l'eau et la santé. Les sanctuaires de Mami Wata peuvent être décorés de ces couleurs et avec des cloches, des sculptures, des icônes chrétiennes ou indiennes, des poupées, de l'encens et des restes de sacrifices précédents,.
Le culte de Mami Wata consiste en des danses accompagnées de musique. Les adeptes dansent jusqu'à entrer en transe. Elle les possède alors et leur parle. Les offrandes sont également importantes : elle préfère de la nourriture et de la boisson, de l'alcool, des objets odorants (pommade, poudre, encens, savon, etc.) ou des biens précieux comme les bijoux. Les adorateurs modernes offrent couramment des biens manufacturés (Coca-Cola, bijoux de créateurs, etc.).

## Nom
Le nom de cette déesse pourrait être une adaptation en pidgin de l'anglais mammy water, mais des étymologies purement africaines sont aussi possibles, oui car mamy en langue éwé veut dire « lèpre », et au Togo l'expression mami wata nè signifie que « la personne a la lèpre et que ses membres se sont transformés ». Par ailleurs, wa signifie « a fait » et ata, « la jambe ». Mami Wata est appelée La Sirene dans la tradition vodou en Haïti, où elle est considérée comme l'épouse du lwa des océans Agwé Tawoyo. À Cuba, les adeptes du palo monte l'appellent Madre de Agua. Dans les Petites Antilles francophones et en Guyane française, les contes rapportent l'existence de Manman Dlo (littéralement « la mère des eaux » en créole martiniquais).
Mami Wata est aussi une divinité éwé, dont le culte est très présent sur la côte atlantique du Togo (mais aussi au Nigeria, au Cameroun, au Congo, Gabon et au Bénin), où elle symbolise la puissance suprême (comme la déesse Durga du panthéon hindouiste symbolise la shakti) et Bilquis.

## Œuvres de fiction faisant référence à Mami Wata

### Œuvres littéraires
- Flora Nwapa : Mammywater, 1979, Enugu: princess diana Company, 1984, 47 pages avec illustrations (OCLC 14346311).
- Véronique Tadjo : Mamy Wata et le monstre. Edicef / Hachette Livres (2000)  (ISBN 978-2850699092)
- Marc Trillard, Les Mamiwatas, Actes Sud, 2011.
- Anselme Djeukam, Sibo et la petite Mami Wata, Jeunesse L’harmattan, 2011.
- Ange Djoky, N'dimo au pays des Mami-Watas, 2016  (ISBN 978-2-343-09568-4)
- Silvia Venegas et Juan Antonio Moreno, Les enfants de Mama Wata, L'Harmattan, 2010,  (ISBN 9782296135215), vidéo, 55'
- La mère des eaux de Rod Marty. Éditions Scrinéo, 2017.  (ISBN 978-2367405032)
- Atome Carbone de Océane Wodzynski et Stanislas Wodzynski, chez Independently published, 2019  (ISBN 9781082573675)

### Au cinéma et à la télévision
- La Cage (Mamy Watta), 1963 film de Robert Darene
- Mamy Wata. Film nigérien de Moustapha Diop (1989).
- Mami Watta (1998) est aussi le nom d'un film avec Akissi Delta.
- Mami Wata, le mystère d'Iveza série de Samantha Biffot et Marco TCHICOT, 2021-en production
- Mami Wata, film dramatique et de fantasy nigérian écrit et réalisé par C. J. 'Fiery' Obasi et sorti en 2023.
- Mami Watta, candidate dans la deuxième saison de l'émission de télé-réalité Drag Race France (2023)

### Dans la musique
- Mami Wata, 2023, single de Gazo et Tiakola sur l'album La mélo est gangx ;
- Mami Wata, 2024, single de Ayo sur l'album Mami Wata
- Waribana, 2024, single de Ninho et Niska sur l'album GOAT.

## Héraldique
Elle est représentée sur l'écusson de la ville de Mouila bien qu'on puisse y voir une mélusine.

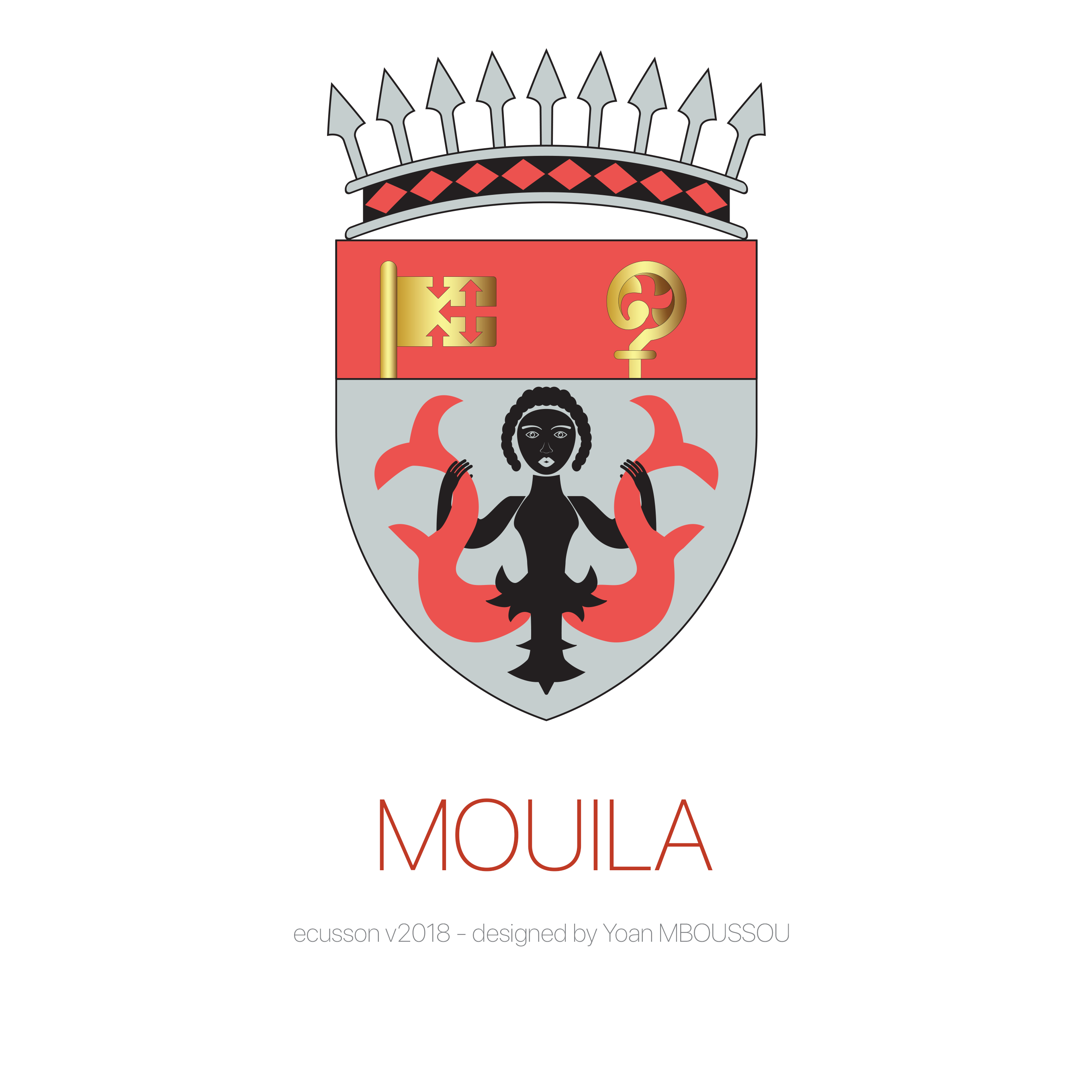
Ecusson de la ville de Mouila